# Agustín Araujo
Agustín Alejandro Araujo (n. 7 de junio de 1999, Reconquista, Santa Fe, Argentina) es un futbolista argentino. Juega en la posición de volante y juega en Gimnasia y Tiro de la provincia de Salta, que disputa la Primera Nacional del Futbol Argentino.

## Trayectoria

### Racing Club
Fue promovido de la reserva por Facundo Sava en 2016, aunque no llegó a hacer debut profesional con este club.

### Alvarado
Llegaría a Alvarado a mediados del 2021, donde jugaría dos años..

### Gimnasia y Tiro
En julio de 2023 seria incorporado al club salteño, en este club lograría el ascenso a la Primera B Nacional.

## Clubes
| Club            | País      | Año           |
| --------------- | --------- | ------------- |
| Racing Club     | Argentina | 2016-2021     |
| Alvarado        | Argentina | 2021-2023     |
| Gimnasia y Tiro | Argentina | 2023-presente |